# Александар Петаковић
Александар Петаковић (Београд, 6. фебруар 1930 — Краљево 12. април 2011) био је југословенски фудбалер и репрезентативац Југославије.

## Спортска биографија

### Клупска каријера
Александар Петаковић се у 17 години (1947) учланио у београдски Раднички, да би временом постао један од најбољих играча у његовој историји. Најчешће је играо у нападу. Био је средњег раста, али врло чврст, продоран и са снажним ударцем. Када је Раднички ушао у Прву савезну лигу Југославије играо је свих седам сезона кад је Раднички био прволигаш (1954-1961). У том периоду одиграо је 145 прволигашких утакмица постигао 69 голова. Учествовао је и у највећем успеху овог клуба када је у сезони 1956/57. играо у финалу Купу Маршала Тита против београдског Партизана. То финале је остало у сећању љубитења фудбала по преокрету у резултату, наиме Раднички је после вођства од 3:0 у првом полувремену, изгубио утакмицу са 3:5!
После 15 година проведених у Радничком Петаковић је 5 сезона пре заврштка играчке каријере играо у иностранству, за француски Лил (1961-1963), затим у белгијски ФК Стандард Лијеж (1963-1964) и холандску Фортуну у чијем је дресу завршио каријеру 1965. године.

### Репрезентативна каријера
У Фудбалској репрезентацији Југославије дебитовао је у Кардифу 22. септембра 1954. на пријатељској утакмици против Велса (3:1). За најбољу селекцију је одиграо 19 утакмица и постигао осам погодака. Први гол за национални тим постигао је у Београду 16. септембра 1956. против селекције Мађарске (1:3). На утакмици против Енглеске (5:0) у Београду 11. маја 1958. постигао је три гола.
Остао је упамћен по утакмици против Енглеске из 1958. у Београду, када је Југославија победила са 5:0, а Петаковић је постигао 3 гола иако га је чувао енглески фудбалер Боби Чарлтон.
Учествовао је на Светском првенству 1958. у Шведској. Од дреса с државним грбом опростио се 31. маја 1959. на утакмици квалификација за Европско првенство 1960. против Бугарске (2:0) у Београду.
Поред 19 утакмица за „А“ селекцију одиграо је и 10 утакмица и дао три гола за селекцију Београда, и 5 утакмица (постигао два гола) за „Б“ тим Југославије (1956-1959).

### Тренерска каријера
Кад је завршио играчку каријеру, посветио се тренерском позиву и следећих осам година водио екипу Слоге из Краљева, Куманово, Раднички из Пирота и Победу из Прилепа. Следеће три године је био тренер турских екипа ВЕФА из Истанбула и Измирспор из Измира.
Некадашњи прослављени стрелац и југословенски репрезентативац Александар Петаковић преминуо је у Краљеву, 12. априла 2011. у 82. години живота.

## Утакмице за репрезентацију
| Бр. | Врста | Датум               | 1. Репрезентација | Резултат  | 2. Репрезентација | Место      | Голови |
| --- | ----- | ------------------- | ----------------- | --------- | ----------------- | ---------- | ------ |
| 1.  | ПУ    | 22. септембар 1954. | Велс              | 1:3 (0:0) | Југославија       | Кардиф     |        |
| 2.  | ПУ    | 26. септембар 1954. | Сарланд           | 1:5 (1:1) | Југославија       | Сарбрикен  |        |
| 3.  | ПУ    | 3. октобар 1954.    | Аустрија          | 2:2 (1:2) | Југославија       | Беч        |        |
| 4.  | ПУ    | 17. октобар 1954.   | Југославија       | 5:1 (2:0) | Турска            | Кардиф     |        |
| 5.  | КГ    | 16. септембар 1956. | Југославија       | 1:3 (1:2) | Мађарска          | Београд    | 1      |
| 6.  | КГ    | 30. септембар 1956. | Југославија       | 1:2 (0:1) | Чехословачка      | Београд    |        |
| 7.  | ПУ    | 3. октобар 1956.    | Шкотска           | 2:0 (1:0) | Југославија       | Глазгов    |        |
| 8.  | КСП   | 10. новембар 1957.  | Југославија       | 4:1 (2:1) | Грчка             | Београд    | 1      |
| 9.  | КСП   | 17. новембар 1957.  | Југославија       | 2:0 (0:0) | Румунија          | Београд    |        |
| 10. | ПУ    | 20. април 1958.     | Мађарска          | 2:0 (1:0) | Југославија       | Беч        |        |
| 11. | ПУ    | 11. мај 1958.       | Југославија       | 5:0 (1:0) | Енглеска          | Београд    | 3      |
| 12. | СП    | 8. јун 1958.        | Југославија       | 1:1 (1:0) | Шкотска           | Вастерас   | 1      |
| 13. | СП    | 11. јун 1958.       | Југославија       | 3:2 (1:1) | Француска         | Вастерас   | 1      |
| 14. | СП    | 15. јун 1958.       | Југославија       | 3:3 (2:1) | Парагвај          | Ескилстуна |        |
| 15. | СП    | 19. јун 1958.       | Југославија       | 0:1 (0:1) | Западна Немачка   | Малме      |        |
| 16. | ПУ    | 14. септембар 1958. | Аустрија          | 3:4 (3:1) | Југославија       | Беч        |        |
| 17. | ПУ    | 8. новембар 1958.   | Југославија       | 4:4 (1:1) | Мађарска          | Загреб     | 1      |
| 18. | ПУ    | 19. април 1958.     | Мађарска          | 4:0 (1:0) | Југославија       | Будимпешта |        |
| 19. | КЕП   | 10. новембар 1957.  | Југославија       | 2:0 (1:0) | Бугарска          | Београд    |        |

ПУ = пријатељска, КГ = Куп др. Гереа, КСП = Квалификације за Светско првенство, СП = Светско првенство, КЕП = Квалификације за Европско првенство